# 上原健太 (野球)
上原 健太（うえはら けんた、1994年3月29日 - ）は、沖縄県うるま市出身のプロ野球選手（投手、外野手）。左投左打。北海道日本ハムファイターズ所属。

## 経歴

### プロ入り前

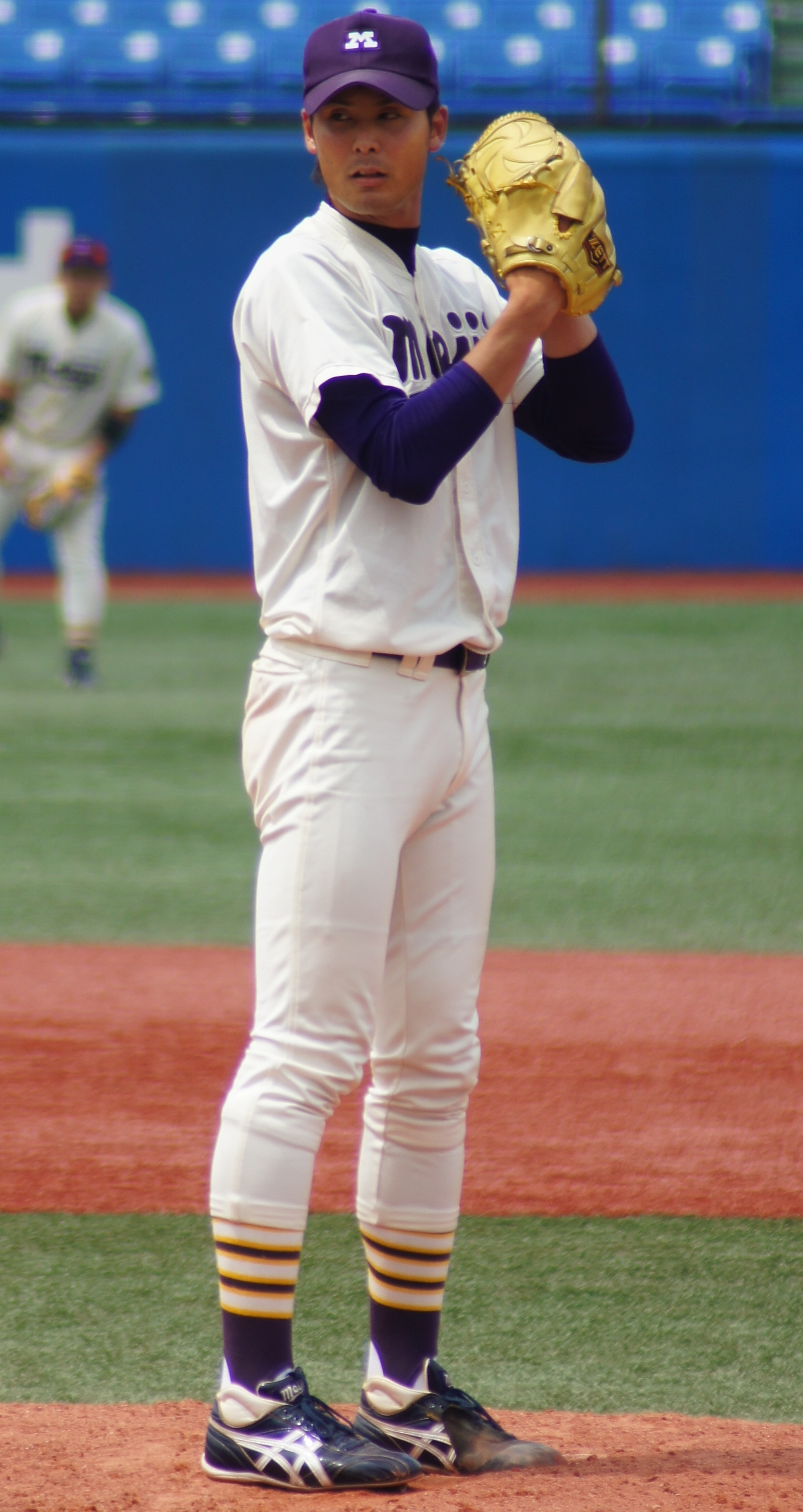
明治大学時代
（2013年6月15日）

小学校から軟式野球を始める。中学まで沖縄で過ごす。
強豪・広陵高校で1年夏から控え投手としてベンチ入りする。2年夏にチームはエース有原航平を擁し第92回全国選手権に出場したものの登板することなく、聖光学院高校の歳内宏明に抑えられ、0-1でチームは2回戦敗退。秋からエースとなる。2年秋は準決勝で敗れ、3位決定戦にも敗れ、4位に終わり、3年春は広島県大会準決勝で秋に3位決定戦で敗れた総合技術に敗れ、夏は3回戦で敗退し、甲子園に出場することなく明治大学に進学する。高校時代1学年上には前述有原と福田周平、同学年には吉持亮汰、1学年下には佐野恵太がおり、福田と佐野は大学でもチームメイトとなる。
明治大学では1年春からリーグ戦に出場する。2年時は主に中継ぎとして登板し、春秋連続でリーグ制覇に貢献。3年秋には防御率0.96で最優秀防御率のタイトルを獲得。4年夏にはユニバーシアード大会に出場し、優勝に貢献した。リーグ通算57試合に登板、14勝9敗、防御率2.14、172奪三振を記録。
2015年10月22日に行われたドラフト会議で北海道日本ハムファイターズから1位指名を受け、11月12日に契約金9000万円、年俸1300万円で契約に合意した。背番号は20。奇しくも高校の先輩・有原が前年に日本ハムからドラフト1位指名を受けて入団しており、2年連続広陵高校卒の投手がドラフト1位となった。

### 日本ハム時代

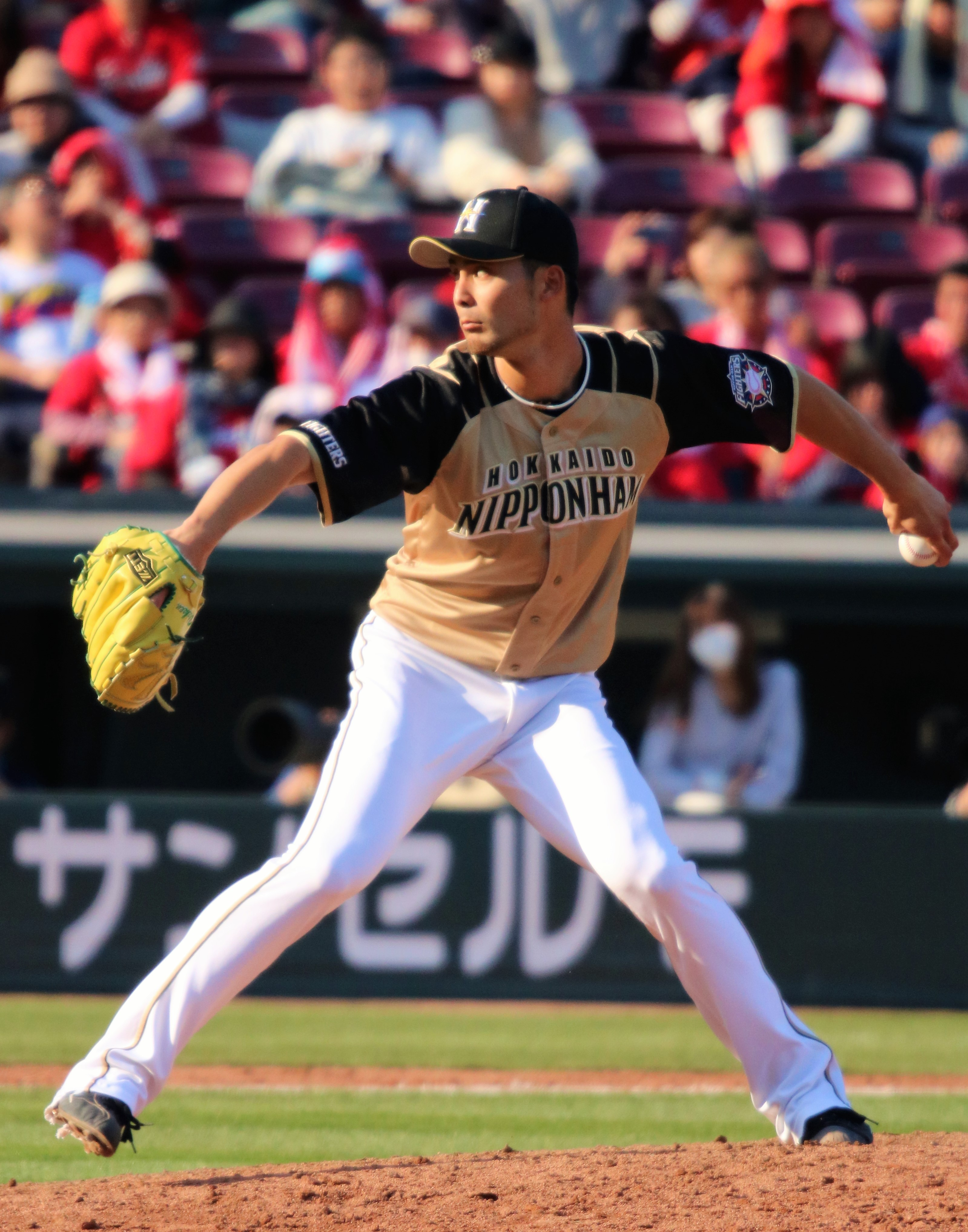
マツダスタジアムにて
（2018年3月14日）

2016年は春季キャンプを一軍でスタートしたが、2月20日の紅白戦では1/3回を8失点の大乱調。開幕を二軍で迎えると、二軍でも好不調の波が激しい投球が続き、イースタン・リーグでは18試合の登板で1勝4敗・防御率5.63という成績であった。同リーグ全日程終了後の9月30日に出場選手登録となり、同日の千葉ロッテマリーンズ戦でプロ初登板。1イニングを1安打1奪三振無失点に抑えたが、ルーキーイヤーの一軍登板はこの1試合のみであった。オフに100万円減となる推定年俸1200万円で契約を更改した。
2017年も春季キャンプを一軍でスタートしながらも、開幕は二軍で迎えた。7月3日に中継ぎとして出場選手登録をされ、3試合に登板するも同13日に登録抹消。7月23日の埼玉西武ライオンズ戦でプロ初先発となったが、4回0/3を4失点でプロ初黒星を喫した。この試合も含めて4戦4敗と苦しみながらも先発ローテーションを回り、8月20日の西武戦では3回表に左人差し指のマメが破れるアクシデントに見舞われながらも、5回3安打5四球3奪三振無失点という内容でプロ初勝利を挙げた。ただ、同23日に出場選手登録を抹消されて以降は1試合の先発登板のみにとどまり、この年は9試合（6先発）の登板で1勝5敗・防御率6.23という成績であった。オフに現状維持となる推定年俸1200万円で契約を更改した。
2018年は中継ぎとして自身初の開幕一軍入りを果たしたが、4月21日に出場選手登録を抹消された。5月26日の西武戦でシーズン初先発となり、勝敗は付かなかったものの、5回2失点と試合を作った。翌27日に再び登録抹消となったが、6月18日の広島東洋カープ戦に先発登板すると、投げては5回3安打無四死球5奪三振1失点の好投でシーズン初勝利を挙げ、第2打席では福井優也からプロ初安打初本塁打となるソロ本塁打を放った。続く同27日の福岡ソフトバンクホークス戦は沖縄セルラースタジアム那覇で開催され、初の凱旋登板となり、5回4安打1四球4奪三振1失点という内容で勝敗は付かなかった。その後、先発予定であった7月5日の西武戦が雨天中止となると、翌6日に出場選手登録を抹消され、二軍調整が長らく続いた。ただ、9月27日のオリックス・バファローズ戦で3か月ぶりの一軍先発登板となり、5回0/3を無失点の好投で勝利投手となると、この試合も含めてシーズン最終盤では3戦3勝を記録。この年は10試合（6先発）の登板で4勝0敗・防御率3.13という成績を残し、オフに500万円増となる推定年俸1700万円で契約を更改した。
2019年は開幕こそ二軍で迎えたものの、4月4日に出場選手登録。同日、開幕6試合目の東北楽天ゴールデンイーグルス戦はオープナーとして斎藤佑樹が先発し、上原は第2先発として起用されたが、3回2/3を3失点というシーズン初登板であった。中4日でシーズン初先発となった4月9日のソフトバンク戦では、4回2/3を2失点（自責点0）で勝敗は付かず、続く4月16日のオリックス戦では5回10安打8失点と打ち込まれ、翌17日に出場選手登録を抹消された。その後は4月27日に先発として一軍へ昇格するも、2試合に先発したのみで5月5日に登録抹消。同19日のソフトバンク戦で5度目の先発登板となったが、シーズン3敗目を喫し、中継ぎへ配置転換。2試合のリリーフ登板を経て、6月2日のオリックス戦に先発すると、6回5安打1四球5奪三振2失点の好投でシーズン初勝利を挙げた。交流戦では“投げ抹消”という形で2試合に先発するも、いずれも白星は挙げられず、リーグ戦再開後は8月に中継ぎとして2試合に登板したのみでシーズンを終えた。この年は13試合（8先発）の登板で1勝3敗・防御率5.56という成績にとどまり、オフに現状維持となる推定年俸1700万円で契約を更改した。
2020年は春先に左肩痛で出遅れ、新型コロナウイルスの影響で開幕延期となったが、6月の開幕も二軍で迎えた。9月2日の楽天戦でシーズン初登板初先発となり、自己最速を更新する152km/hを計測するなど、5回2安打無失点と好投したものの、勝敗は付かなかった。3度目の先発登板となった9月17日のソフトバンク戦では、自己最長の8回1/3を2失点（自責点1）と力投しながらも敗戦投手。ただ、続く同24日の西武戦でも7回5安打1四球9奪三振2失点（自責点1）の好投でシーズン初勝利を挙げた。10月19日に出場選手登録を抹消されて以降は1試合の先発登板のみであったが、この年は7試合の先発登板で1勝3敗・防御率4.46という成績を残した。オフに現状維持となる推定年俸1700万円で契約を更改した。
2021年は首の痛みなどで開幕から長らく二軍調整が続いたが、9月9日に出場選手登録をされると、中継ぎとして6試合連続無失点を記録。ただ、その後は調子を落とし、10月18日に出場選手登録を抹消され、そのまま二軍でシーズンを終えた。この年は出遅れが響き、11試合のリリーフ登板で防御率3.97という成績にとどまった。秋季キャンプ中の11月14日に、この年限りで退任となった栗山英樹監督からの後押しと稲葉篤紀新GMからの打診によって、翌年から二刀流に挑戦することが決定。12月2日の契約更改では100万円減となる推定年俸1600万円でサインした。
2022年は開幕こそ二軍で迎えるも、4月1日に出場選手登録をされると、同27日のオリックス戦で6年ぶりとなるホールドを挙げるなど、13試合のリリーフ登板で防御率2.35を記録。5月12日の登録抹消後は二軍での先発調整を経て、同25日の東京ヤクルトスワローズ戦に「8番・投手」でシーズン初先発。4回1/3を無失点で勝敗は付かなかったが、5回表の打席では左中間を破る二塁打を放った。6月1日の広島戦で6回無失点と好投し、2シーズンぶりの白星を挙げると、夏場に1か月ほど二軍再調整期間がありながらも、先発ローテーションの一角を担い、この年は25試合（11先発）の登板で3勝5敗1ホールド・防御率3.19を記録。ただ、打撃成績は交流戦2試合での5打数1安打、野手としての出場は無く、レギュラーシーズン終了後には志願してフェニックスリーグに野手として参加した。オフに800万円増となる推定年俸2400万円で契約を更改した。
2023年は開幕前のオープン戦や二軍戦で先発として結果を残した。エスコンフィールドHOKKAIDOの開業を祝い、他カードより1日早く開幕戦が行われ、開幕投手の加藤貴之が中6日で開幕6試合目に先発できる変則日程であったこともあり、上原は事実上の開幕ローテーション6番手として、開幕7試合目のオリックス戦でシーズン初登板初先発。初回と2回に守備の乱れから失点を喫し、5回3失点（自責点2）で敗戦投手となった。その後の2先発でも結果を残せず、4月27日に出場選手登録を抹消された。抹消後はフォークの握り方を変え、決め球として使えるよう調整し、交流戦開幕戦となった5月30日のヤクルト戦に先発すると、5安打4四球と走者を背負いながらも、6回7奪三振1失点と好投し、シーズン初勝利を挙げた。6月19日の横浜DeNAベイスターズ戦では「9番・投手」で先発出場し、5回1/3を1失点で勝敗は付かなかったものの、5回表の第2打席ではバスターでレフト前にシーズン初安打を放った。続く同28日の西武戦は沖縄セルラースタジアム那覇で開催され、5年ぶりに凱旋登板を果たすと、右打者にはチェンジアップ、左打者にはフォークを効果的に使い、自己最多タイの9奪三振。7回4安打1四球無失点と好投したが、打線の援護が無く、勝敗は付かなかった。登板機会の都合で翌6月29日に出場選手登録を抹消されたが、7月9日に再登録。同日のロッテ戦は、6月19日に中日ドラゴンズからトレードで移籍してきた山本拓実と郡司裕也をこの試合で先発バッテリーとして起用することを事前に新庄剛志監督が公言しており、上原は2番手としてシーズン初のリリーフ登板となり、4イニングを1失点に抑えた。その後は再び先発ローテーションを回ったが、8月2日のロッテ戦では試合序盤に野手が3失策、さらに3回裏無死満塁から山口航輝の打球が左手に直撃して緊急降板。2回0/3を5失点（自責点0）で勝敗は付かなかったものの、左手中指の打撲で翌3日に出場選手登録を抹消された。最短10日で一軍復帰し、8月13日のソフトバンク戦に先発すると、状態が悪いながらも6回2失点にまとめ、5月30日以来の白星となるシーズン2勝目を挙げた。続く8月20日のオリックス戦では完投・完封こそ記録されなかったものの、4安打無失点で9イニングを投げきり、本人は「9回投げきったことが僕の人生で初めて」と話した。その後はシーズン終了まで先発ローテーションを守り、この年は19試合（18先発）の登板で初めて投球回が100回を超え、4勝7敗・防御率2.75を記録した。オフに1600万円増となる推定年俸4000万円で契約を更改した。また、翌シーズンも二刀流を継続することを明かした。
2024年は自身初の開幕ローテーション入りを果たすも、3月31日のロッテ戦は5回もたず4回8安打2四球2失点、続く4月7日の西武戦は5回6安打2四球5失点と、いずれも試合をつくれず二軍降格。再調整を経て、5月23日のオリックス戦で先発登板するも、自己最短となる1回1/3で8安打2四球6失点と炎上し、即ニ軍再調整が決まった。6月11日の中日戦で再び先発登板の機会を得て、この試合は7回1失点と好投するも、打線の援護に恵まれず勝利投手とはならなかった。その後も安定した投球を見せられず、7月25日の楽天戦では3番手として登板するもマイケル・フランコに満塁本塁打を浴びるなど2回を投げて4四死球、7失点と大炎上し、二軍再調整となった。この年はわずか7試合の登板にとどまり、0勝5敗、防御率9.24と振るわず、オフに400万円減の推定年俸3600万円で契約を更改した。

## 選手としての特徴
| 球種           | 配分 % | 平均球速 km/h | 被打率 |
| -------------- | ------ | ------------- | ------ |
| ストレート     | 40.1   | 145.2         | .310   |
| カットボール   | 19.9   | 136.9         | .289   |
| スライダー     | 14.0   | 129.1         | .343   |
| フォーク       | 13.8   | 131.4         | .141   |
| チェンジアップ | 12.2   | 119.6         | .121   |

191cmの長身から角度のあるストレート
にチェンジアップ・フォーク・カットボール・スライダー・カーブと多彩な変化球を操る。ストレートの最速は152km/hを計測している。
50メートル走は5秒7の俊足を誇る。瞬発力系の能力が高く、日本ハムのチーム内では野手を抑えトップレベルを誇るという。
プロ入り当時の一軍監督であった栗山英樹が入団当初から二刀流の可能性を言及し、投手一本で上原がプロ4年目を迎えた際も「オレは、まだ諦めていない」と評価されるほど、野手としても底知れないポテンシャルを秘めており、栗山監督が退任した2021年秋に稲葉篤紀GMからの打診と栗山氏の後押しもあり、二刀流挑戦を発表した。2022年からの2年間の一軍戦では、セ・パ交流戦で先発登板時に打席に立つことがあったのみで、一軍で野手として出場した経験はない。

## 人物
愛称は「うえけん」。
2023年11月26日に一般女性との結婚を発表した。

## 詳細情報

### 年度別投手成績
| 年 度     | 球 団     | 登 板 | 先 発 | 完 投 | 完 封 | 無 四 球 | 勝 利 | 敗 戦 | セ 丨 ブ | ホ 丨 ル ド | 勝 率 | 打 者 | 投 球 回 | 被 安 打 | 被 本 塁 打 | 与 四 球 | 敬 遠 | 与 死 球 | 奪 三 振 | 暴 投 | ボ 丨 ク | 失 点 | 自 責 点 | 防 御 率 | W H I P |
| --------- | --------- | ----- | ----- | ----- | ----- | -------- | ----- | ----- | -------- | ----------- | ----- | ----- | -------- | -------- | ----------- | -------- | ----- | -------- | -------- | ----- | -------- | ----- | -------- | -------- | ------- |
| 2016      | 日本ハム  | 1     | 0     | 0     | 0     | 0        | 0     | 0     | 0        | 1           | ----  | 4     | 1.0      | 1        | 0           | 0        | 0     | 0        | 1        | 0     | 0        | 0     | 0        | 0.00     | 1.00    |
| 2017      | 日本ハム  | 9     | 6     | 0     | 0     | 0        | 1     | 5     | 0        | 0           | .167  | 166   | 34.2     | 44       | 7           | 20       | 0     | 0        | 29       | 1     | 0        | 27    | 24       | 6.23     | 1.85    |
| 2018      | 日本ハム  | 10    | 6     | 0     | 0     | 0        | 4     | 0     | 0        | 0           | 1.000 | 158   | 37.1     | 34       | 3           | 11       | 0     | 1        | 24       | 1     | 0        | 15    | 13       | 3.13     | 1.21    |
| 2019      | 日本ハム  | 13    | 8     | 0     | 0     | 0        | 1     | 3     | 0        | 0           | .250  | 195   | 45.1     | 53       | 7           | 9        | 1     | 0        | 30       | 6     | 1        | 31    | 28       | 5.56     | 1.37    |
| 2020      | 日本ハム  | 7     | 7     | 0     | 0     | 0        | 1     | 3     | 0        | 0           | .250  | 149   | 34.1     | 37       | 3           | 12       | 1     | 0        | 28       | 3     | 0        | 20    | 17       | 4.46     | 1.43    |
| 2021      | 日本ハム  | 11    | 0     | 0     | 0     | 0        | 0     | 0     | 0        | 0           | ----  | 47    | 11.1     | 8        | 0           | 6        | 1     | 0        | 11       | 0     | 0        | 5     | 5        | 3.97     | 1.24    |
| 2022      | 日本ハム  | 25    | 11    | 0     | 0     | 0        | 3     | 5     | 0        | 1           | .375  | 302   | 73.1     | 73       | 2           | 21       | 0     | 3        | 59       | 2     | 0        | 28    | 26       | 3.19     | 1.28    |
| 2023      | 日本ハム  | 19    | 18    | 0     | 0     | 0        | 4     | 7     | 0        | 0           | .364  | 424   | 101.1    | 101      | 7           | 22       | 1     | 4        | 74       | 0     | 0        | 40    | 31       | 2.75     | 1.21    |
| 2024      | 日本ハム  | 7     | 5     | 0     | 0     | 0        | 0     | 5     | 0        | 0           | .000  | 126   | 25.1     | 40       | 2           | 13       | 1     | 1        | 13       | 0     | 0        | 26    | 26       | 9.24     | 2.09    |
| 通算：9年 | 通算：9年 | 102   | 61    | 0     | 0     | 0        | 14    | 28    | 0        | 2           | .333  | 1571  | 364.0    | 391      | 31          | 114      | 5     | 6        | 269      | 13    | 1        | 192   | 170      | 4.20     | 1.39    |

- 2024年度シーズン終了時

### 年度別打撃成績
| 年 度     | 球 団     | 試 合 | 打 席 | 打 数 | 得 点 | 安 打 | 二 塁 打 | 三 塁 打 | 本 塁 打 | 塁 打 | 打 点 | 盗 塁 | 盗 塁 死 | 犠 打 | 犠 飛 | 四 球 | 敬 遠 | 死 球 | 三 振 | 併 殺 打 | 打 率 | 出 塁 率 | 長 打 率 | O P S |
| --------- | --------- | ----- | ----- | ----- | ----- | ----- | -------- | -------- | -------- | ----- | ----- | ----- | -------- | ----- | ----- | ----- | ----- | ----- | ----- | -------- | ----- | -------- | -------- | ----- |
| 2016      | 日本ハム  | 1     | 0     | 0     | 0     | 0     | 0        | 0        | 0        | 0     | 0     | 0     | 0        | 0     | 0     | 0     | 0     | 0     | 0     | 0        | ----  | ----     | ----     | ----  |
| 2017      | 日本ハム  | 9     | 0     | 0     | 0     | 0     | 0        | 0        | 0        | 0     | 0     | 0     | 0        | 0     | 0     | 0     | 0     | 0     | 0     | 0        | ----  | ----     | ----     | ----  |
| 2018      | 日本ハム  | 10    | 2     | 2     | 1     | 1     | 0        | 0        | 1        | 4     | 1     | 0     | 0        | 0     | 0     | 0     | 0     | 0     | 1     | 0        | .500  | .500     | 2.000    | 2.500 |
| 2019      | 日本ハム  | 13    | 3     | 3     | 0     | 0     | 0        | 0        | 0        | 0     | 0     | 0     | 0        | 0     | 0     | 0     | 0     | 0     | 3     | 0        | .000  | .000     | .000     | .000  |
| 2020      | 日本ハム  | 7     | 0     | 0     | 0     | 0     | 0        | 0        | 0        | 0     | 0     | 0     | 0        | 0     | 0     | 0     | 0     | 0     | 0     | 0        | ----  | ----     | ----     | ----  |
| 2021      | 日本ハム  | 11    | 0     | 0     | 0     | 0     | 0        | 0        | 0        | 0     | 0     | 0     | 0        | 0     | 0     | 0     | 0     | 0     | 0     | 0        | ----  | ----     | ----     | ----  |
| 2022      | 日本ハム  | 25    | 5     | 5     | 1     | 1     | 1        | 0        | 0        | 2     | 0     | 0     | 0        | 0     | 0     | 0     | 0     | 0     | 3     | 0        | .200  | .200     | .400     | .600  |
| 2023      | 日本ハム  | 19    | 4     | 4     | 0     | 1     | 0        | 0        | 0        | 1     | 0     | 0     | 0        | 0     | 0     | 0     | 0     | 0     | 2     | 1        | .250  | .250     | .250     | .500  |
| 2024      | 日本ハム  | 7     | 0     | 0     | 0     | 0     | 0        | 0        | 0        | 0     | 0     | 0     | 0        | 0     | 0     | 0     | 0     | 0     | 0     | 0        | ----  | ----     | ----     | ----  |
| 通算：9年 | 通算：9年 | 102   | 14    | 14    | 2     | 3     | 1        | 0        | 1        | 7     | 1     | 0     | 0        | 0     | 0     | 0     | 0     | 0     | 9     | 1        | .214  | .214     | .500     | .714  |

- 2024年度シーズン終了時

### 年度別守備成績
| 年 度 | 球 団    | 投手  | 投手  | 投手  | 投手  | 投手  | 投手     | 外野手 | 外野手 | 外野手 | 外野手 | 外野手 | 外野手   |
| 年 度 | 球 団    | 試 合 | 刺 殺 | 補 殺 | 失 策 | 併 殺 | 守 備 率 | 試 合  | 刺 殺  | 補 殺  | 失 策  | 併 殺  | 守 備 率 |
| ----- | -------- | ----- | ----- | ----- | ----- | ----- | -------- | ------ | ------ | ------ | ------ | ------ | -------- |
| 2016  | 日本ハム | 1     | 0     | 0     | 0     | 0     | ----     | -      | -      | -      | -      | -      | -        |
| 2017  | 日本ハム | 9     | 2     | 6     | 0     | 0     | 1.000    | -      | -      | -      | -      | -      | -        |
| 2018  | 日本ハム | 10    | 1     | 4     | 2     | 0     | .714     | -      | -      | -      | -      | -      | -        |
| 2019  | 日本ハム | 13    | 1     | 9     | 0     | 0     | 1.000    | -      | -      | -      | -      | -      | -        |
| 2020  | 日本ハム | 7     | 3     | 8     | 0     | 0     | 1.000    | -      | -      | -      | -      | -      | -        |
| 2021  | 日本ハム | 11    | 0     | 3     | 0     | 1     | 1.000    | -      | -      | -      | -      | -      | -        |
| 2022  | 日本ハム | 25    | 3     | 9     | 0     | 0     | 1.000    | 2      | 1      | 0      | 0      | 0      | 1.000    |
| 2023  | 日本ハム | 19    | 10    | 19    | 0     | 2     | 1.000    | -      | -      | -      | -      | -      | -        |
| 2024  | 日本ハム | 7     | 2     | 10    | 0     | 0     | 1.000    | -      | -      | -      | -      | -      | -        |
| 通算  | 通算     | 102   | 22    | 68    | 2     | 3     | .978     | 2      | 1      | 0      | 0      | 0      | 1.000    |

- 2024年度シーズン終了時

### 記録
初記録
投手記録
- 初登板・初ホールド：2016年9月30日、対千葉ロッテマリーンズ25回戦（札幌ドーム）、7回表に4番手で救援登板、1回無失点[10]
- 初奪三振：同上、7回表に加藤翔平から空振り三振
- 初先発登板：2017年7月23日、対埼玉西武ライオンズ16回戦（メットライフドーム）、4回0/3を6被安打4失点で敗戦投手[15]
- 初勝利・初先発勝利：2017年8月20日、対埼玉西武ライオンズ19回戦（札幌ドーム）、5回無失点[17]

打撃記録
- 初打席：2018年6月18日、対広島東洋カープ3回戦（MAZDA Zoom-Zoom スタジアム広島）、2回表に福井優也から空振り三振
- 初安打・初本塁打・初打点：同上、5回表に福井優也から右越ソロ[27]

### 背番号
- 20（2016年[5] - ）

### 代表歴
- 2015年夏季ユニバーシアード野球日本代表